# Richerenches
Richerenches é uma comuna francesa na região administrativa da Provença-Alpes-Costa Azul, no departamento de Vaucluse. Estende-se por uma área de 10,96 km². Em 2010 a comuna tinha 660 habitantes (densidade: 60,2 hab./km²).

## Trufas negras
A comuna é o maior produtor francês de trufas negras. Ali se realiza uma feira anual que comercializa entre 200 a 800 quilos de trufas por dia, num total que equivale a um terço da produção anual da França. Na cidade se reúnem produtores e comerciantes do vegetal, mais treinadores de cães trufeiros. Há uma missa anual dos "trufeiros", no domingo mais próximo ao dia de Santo Antão (17 de janeiro). É também sede da "Confraria do Diamante Negro" que existe desde 1982 e tem 600 membros da própria França, também da Espanha, Itália, Suíça e Hungria.

## Nota
1. 1 2  «Populations légales 2018. Recensement de la population Régions, départements, arrondissements, cantons et communes». www.insee.fr (em francês). INSEE. 28 de dezembro de 2020. Consultado em 13 de abril de 2021
2. ↑  Revista "Gosto" - Editora Abril - Nr.8 - Março 2010; pg.25 - Isabel Sued